# Hämolacria
Hämolacria bezeichnet das Vorhandensein von Blut in der Tränenflüssigkeit. Hierbei handelt es sich um ein seltenes medizinisches Phänomen, bei dem eine Person Tränen weint, die ganz oder teilweise aus Blut bestehen. Es kann durch verschiedene Faktoren verursacht werden, einschließlich Infektionen, Entzündungen und Tumoren in den Augen oder Tränenwegen.

## Ursachen
Hämolacria kann als Symptom einer zugrunde liegenden Erkrankung auftreten oder idiopathisch, d. h. ohne bekannte Ursache sein. Die genauen Mechanismen, die zu Hämolacria führen, sind nicht vollständig verstanden, aber es gibt mehrere bekannte Ursachen:
1. Infektionen und Entzündungen: Infektionen oder Entzündungen in den Augen oder Tränenwegen können zu Blutungen führen, die sich mit den Tränen vermischen.
  1. Bakterielle Infektionen: Bestimmte Bakterien können die Tränendrüsen oder Tränenwege infizieren, was zu einer Entzündung und möglichen Schädigung der Blutgefäße führt. Dies kann zu Blutungen führen, die sich mit den Tränen vermischen.
  2. Virale Infektionen: Einige Viren, wie das Herpes-simplex-Virus, können die Augenoberfläche infizieren und Entzündungen verursachen, die die Blutgefäße schädigen und zu Blutungen führen können.
  3. Chronische Entzündungen: Lang anhaltende Entzündungen in den Tränenwegen oder Augen können zu einer Verdünnung und Schwächung der Blutgefäßwände führen. Dies erhöht die Anfälligkeit für Blutungen.
  4. Autoimmunerkrankungen: Einige Autoimmunerkrankungen, wie das Sjögren-Syndrom, können Entzündungen in den Tränenwegen verursachen, die zu Blutungen führen können.
2. Tumoren: Bestimmte Tumoren in den Augen oder Tränenwegen können Druck auf die Blutgefäße ausüben oder diese direkt infiltrieren, was zu Blutungen führen kann.
3. Verletzungen: Physische Verletzungen der Augen oder Tränenwegen können ebenfalls Blutungen und damit Hämolacria verursachen.
4. Systemische Erkrankungen: Einige systemische Erkrankungen, die Blutungen verursachen können, können sich auch in den Tränen manifestieren.
5. Medikamentöse Nebenwirkungen: Die Einnahme von blutverdünnenden Medikamenten, die die Blutgerinnung beeinflussen, kann das Risiko von Blutungen in den Augen oder Tränenwegen erhöhen.

## Diagnose und Behandlung
Die Diagnose von Hämolacria erfordert eine gründliche Untersuchung durch einen Augenarzt, um die zugrunde liegende Ursache zu identifizieren. Dies kann Bluttests, Bildgebung und andere diagnostische Verfahren umfassen. Die Behandlung richtet sich nach der identifizierten Ursache und kann Medikamente, chirurgische Eingriffe oder andere therapeutische Maßnahmen umfassen.

## Historischer Fall: Vlad III.
Ein interessanter historischer Fall von Hämolacria wurde im Zusammenhang mit Vlad III., dem berüchtigten rumänischen Fürsten und Vorbild für die Figur des Grafen Dracula, berichtet. Forscher der Universität Catania in Italien analysierten handschriftliche Briefe von Vlad III. und fanden Protein-Fragmente, die darauf hindeuten, dass er an Entzündungen der Atemwege und Haut litt und bluthaltige Tränen weinte.